# Robert Riefling

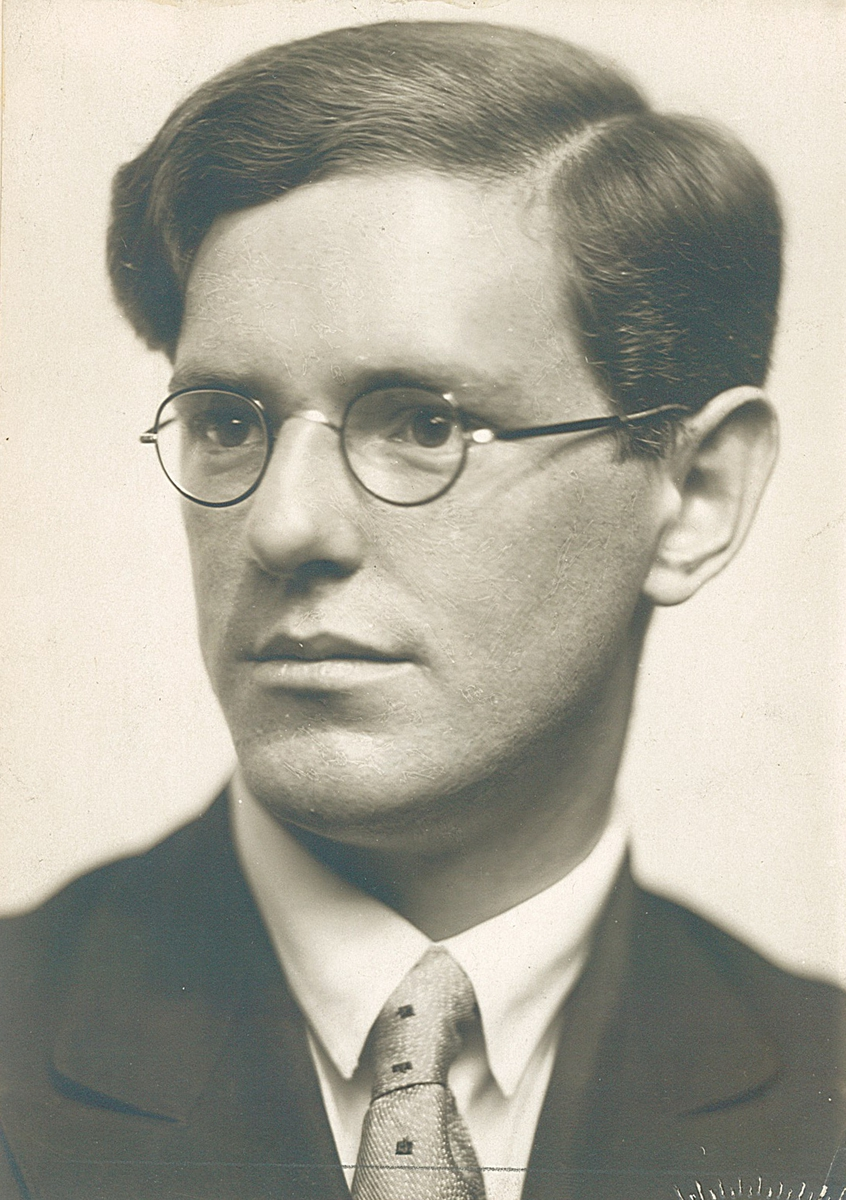
Robert Riefling (um 1935)

Robert Riefling (* 17. September 1909 in Aker (heute zu Oslo); † 1. Juli 1988 in Oslo) war ein norwegischer Pianist und Musikpädagoge. Riefling galt als einer der führenden skandinavischen Pianisten. Er gab Konzerte in zahlreichen europäischen Ländern und in den Vereinigten Staaten.

## Leben und Werk
Robert Riefling wurde als Sohn des Musikers  Albert Heinrich Theodor Riefling  und von Ingeborg Louise Rollag 1909 in Aker geboren. Er war der Bruder des Pianisten Reimar Riefling (1898–1981). Robert Riefling war dreimal verheiratet, zunächst von 1944 bis 1947 mit der Pianistin Amalie Christie (1913–2010), ab 1947 mit der norwegischen Philanthropin und Aktivistin Borghild Hammerich (1901–1978), die für ihre Hilfeleistungen und Unterstützung der im Zweiten Weltkrieg leidenden Zivilbevölkerung bekannt wurde, und ab 1988 mit Bibbi Lindstrøm (1932–2006).
Robert Riefling studierte Klavier bei Nils Larsen in Oslo und von 1929 bis 1932 bei Karl Leimer in Hannover, bei Wilhelm Kempff in Stuttgart und bei Edwin Fischer in Berlin. 1934 unternahm er einen Studienaufenthalt in Paris. Robert Riefling debütierte 1925 als Konzertpianist in der Aula der Universität Oslo. 1938 gewann er den 6. Preis beim Eugène Ysaÿe-Wettbewerb in Brüssel. 1941 gründete er mit seinem Bruder Reimar Riefling in Oslo „Rieflings Klavier-Institut“. Bis 1952 wirkte er als einer der Direktoren dieses Institutes. Ab 1967 wirkte er als Professor an Det Kongelige Danske Musikkonservatorium in Kopenhagen. Er wurde ab 1973 der erste Klavierprofessor an der neu gegründeten Norwegischen Musikakademie in Oslo und hatte diese Position bis zu seiner Pensionierung 1981 inne. Er hielt zahlreiche Klavier-Interpretationskurse in Skandinavien ab. Riefling wirkte als Jurymitglied bei den großen internationalen Klavierwettbewerben in Wien, München und in den skandinavischen Ländern. Er setzte sich intensiv für zeitgenössische skandinavische Komponisten und Pianisten ein.